# Travers (geslacht)

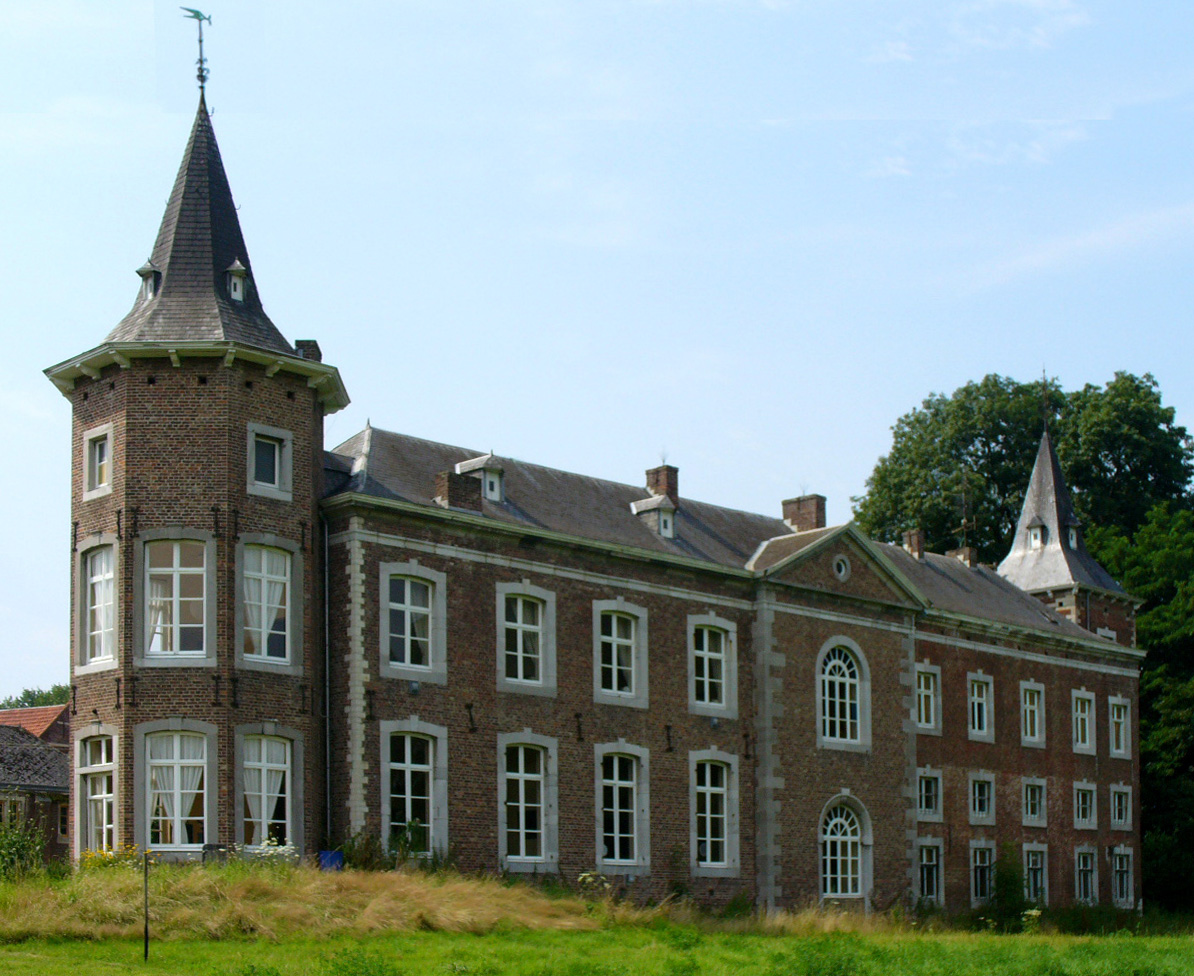
De oostvleugel van kasteel van Nieuwenhoven

Travers (ook: Travers van Jever) is een uit Frankrijk afkomstig, later: Nederlands geslacht waarvan leden vanaf 1824 tot de Nederlandse adel behoren en dat in 1895 uitstierf.

## Geschiedenis
De stamreeks begint met Étienne Travers wiens echtgenote in 1750 in Néhou (Manche) overleed. Ook hun nageslacht zou in die streek/stad verblijven of geboren worden.
Bij Koninklijk Besluit van 21 september 1824 werd generaal Étienne Jacques Travers (1765-1827) die in 1813 tot (Frans) baron van Jever was benoemd, verheven in de Nederlandse adel met de titel van baron bij eerstgeboorte. Met een dochter van hem stierf het geslacht in 1895 uit.

## Enkele telgen
Étienne Jacques Travers (1765-1827), luitenant-generaal, overleden op het kasteel van Nieuwenhoven
- jkvr. Laure Françoise Antoinette Travers van Jever (1812-1895), laatste telg van het Nederlandse adellijke geslacht; trouwde in 1833 met baron Charles Whettnall (1811-1882), overleden op het kasteel van Nieuwenhoven
- jkvr. Mathilde Clémence Ernestine Travers van Jever (1813-1882); trouwde in 1833 met jhr. Edouard Georges François Marie de Potesta (1802-1846)